# Музыкальные журналы
Музыка́льные журна́лы — периодические издания, освещающие музыкальное искусство. Предназначены для интересующихся музыкой и творчеством музыкантов. Могут содержать нотные записи музыкальных произведений и статьи про музыкантов и музыку. 

## История
Первым русским музыкальным журналом был нотный журнал «Музыкальные увеселения», издавался в Москве в 1774 году. В конце XVIII — начале XIX века в Петербурге и Москве издавались многочисленные музыкальные журналы, рассчитанные на различные общественные круги. В них публиковались фортепьянные, вокальные, гитарные пьесы, отрывки из популярных опер. Первым нотным музыкальным журналом, выходившим в провинции, был «Азиатский музыкальный журнал».
Вплоть до 40-х годов XIX в. русскую музыкальную периодику представляли нотные журналы. В этот период отсутствие музыкальных журналов, специально посвящённых проблемам музыкального искусства, восполняли различного рода сборники и альманахи. В 1842 в Петербурге начал издаваться нотный журнал «Нувеллист», выходивший с 1844 с литературным прибавлением, которое можно рассматривать как первый русский собственно музыкальный журнал. В 50-х годах выделялись по уровню публикуемых музыкальных материалов журналы смешанного типа — «Музыкальный и театральный вестник», позднее — «Музыка и театр». В 60—80-х годах XIX в. в Петербурге издавались музыкальные журналы «Музыкальный сезон» (1869—71), «Музыкальный листок» (1872—73, 1876—1877), «Русский музыкальный вестник» (1880—82, с нотным приложением), «Баян» (1888—90, с нотным приложением). Различные по своей направленности, они публиковали серьёзные статьи и представляли собой специальные органы русской музыкальной периодической печати.
В 1894—1918 в Петербурге выходила «Русская музыкальная газета» (в 1913—1917 гг. с приложением «Библиографический листок») — одно из лучших дореволюционных русских музыкальных изданий, в 1894—1917 — «Музыка и пение», в 1896—1909 — «Известия С.-Петербургского общества музыкальных собраний» (с 1903 с приложением «Музыкальная библиография»), в 1909—17 — «Хоровое и регентское дело». С начала XX века Музыкальные журналы издавались: в Москве — «Музыкальный труженик» (1906—10), «Оркестр» (1910—12), освещавшие вопросы труда и быта оркестровых музыкантов, «Музыка» (1910—16), посвящённый новейшим достижениям европейского музыкального искусства; в Петербурге — «Музыкальный современник» (1915—17, с приложением «Хроника журнала Музыкальный современник»). В эти же годы Музыкальные журналы появляются в провинции (Тамбов, Нижний Новгород, Одесса, Тюмень). В Росси также начали издаваться первые в мире музыкальные журналы, посвященные грампластинке («Граммофон и фонограф», Петербург, 1902—04).
После Октябрьской революции 1917 г. в Москве выходили музыкальные журналы «К новым берегам» (1923), «Музыкальная новь» (1923—1924), «Современная музыка» (1924—1929), «Музыкальное образование» (1925—30), «Музыка и революция» (1926—29), «Музыка и быт» (1927), « Пролетарский музыкант» (1929—32), «Музыкальная самодеятельность» (1933—36). С 1933 г. начал издаваться журнал «Советская музыка», рассчитанный на профессиональных музыкантов, с 1957 г. — «Музыкальная жизнь», предназначенный для широких кругов любителей музыки и музыкальной самодеятельности (Москва).
Некоторые из выходящих в XIX веке музыкальных изданий: «Музыка и время» (1999), «Музыкальная академия», «Музыкальная жизнь», «Музыковедение», «Орган» и другие.